# Ifeanyi Udeze
Ifeanyi Udeze est un footballeur nigérian né le 21 juillet 1980 à Lagos.

## Carrière
- 1997 : Bendel Insurance ( Nigeria)
- 1997-00 : AO Kavala ( Grèce)
- 2000-03 : PAOK Salonique ( Grèce)
- 2002-03 : West Bromwich Albion ( Angleterre)
- 2003-06 : PAOK Salonique ( Grèce)
- 2006-07 : AEK Athènes ( Grèce)
- 2007-08 : PAOK Salonique ( Grèce)